# Matt Thiessen
Matthew Arnold Thiessen, detto Matt (St. Catharines, 12 agosto 1980), è un musicista e cantante canadese naturalizzato statunitense, conosciuto come frontman del gruppo musicale christian rock Relient K.

## Carriera
Nel 1998 ha fondato i Relient K con Matt Hoopes e Brian Pittman. Nel gruppo Thiessen è cantante e polistrumentista.
Nel corso della sua carriera ha collaborato a diversi progetti con Switchfoot, John Reuben, Owl City (in Ocean Eyes e The Midsummer Station), TobyMac, Kelly Clarkson (autore di Long Shot), Katy Perry (autore di Dressin' Up) e altri.
È attivo in un progetto parallelo chiamato The Earthquakes.